# The Consultant
The Consultant ist eine von Tony Basgallop entwickelte US-amerikanische Fernsehserie, die auf dem gleichnamigen Roman von Bentley Little basiert und in der Christoph Waltz die Hauptrolle spielt. Die Serie ist ein düster-komödiantischer Arbeitsplatz-Thriller und eine bissige Satire auf die Arbeitswelt.
Die Serie folgt den Angestellten einer Firma für mobile Spiele, deren Leitung von einem finsteren Berater übernommen wird, der von Waltz gespielt wird. Die Serie wurde am 24. Februar 2023 mit der kompletten ersten Staffel auf Amazon Prime Video veröffentlicht und erhielt gemischte Kritiken.

## Handlung
Regus Patoff, ein mysteriöser Berater mit bedrohlichem Charme, kommt zur Rettung von CompWare, nachdem der Firmeninhaber erschossen wurde, und übernimmt offenbar die Leitung des Unternehmens. Die Angestellten gehen davon aus, dass die Firma für mobile Spiele abgewickelt wird. Der skurrile Berater mit einer Behinderung, weswegen er keine Treppe hoch kommt, arbeitet mit unorthodoxen Methoden und  nutzt seine manipulativen Fähigkeiten um einzelne Mitarbeiter auf seine Seite zu ziehen. Hauptopfer von Regus’ diabolisch-absurden Machtspielen sind der Programmierer Craig und die sogenannte Kreativkoordinatorin Elaine, deren Loyalität mit immer extremeren und oft auch illegalen Methoden auf den Prüfstand gestellt wird. Zwischen allen Mitarbeitern und dem Berater entwickelt sich eine düstere Beziehung, in der diese Grenzen überschreiten müssen, um sich zu beweisen. Mit dem Fortschreiten der Handlung steht nicht nur der Erhalt des Arbeitsplatzes auf dem Spiel, sondern auch das eigene Leben.

## Besetzung und Synchronisation
Die deutschsprachige Synchronfassung entstand nach Dialogbüchern von Markus Engelhardt und unter der Dialogregie von Rainer Martens sowie Christoph Cierpka im Auftrag von Eclair Studios Germany, Berlin.
| Darsteller             | Rollenname          | Deutsche Synchronstimme |
| Hauptdarsteller        | Hauptdarsteller     | Hauptdarsteller         |
| ---------------------- | ------------------- | ----------------------- |
| Christoph Waltz        | Regus Patoff        | Christoph Waltz         |
| Nat Wolff              | Craig Horne         | Amadeus Strobl          |
| Brittany O’Grady       | Elaine Hayman       | Marie Hinze             |
| Aimee Carrero          | Patricia „Patti“    | Alice Bauer             |
| Nebendarsteller        |                     |                         |
| Rumur Kristina Knowles | Tokyo               | --                      |
| Henry Rhoades          | Lois                | --                      |
| Erin Ruth Walker       | Amy                 | --                      |
| Tatiana Zappardino     | Janelle             | Elisa Bannat            |
| Brian Yoon             | Sang Woo            | Henning Nöhren          |
| Julie Sidoni           | Nachrichtensprecher | --                      |
| Ryan Leckey            | Nachrichtensprecher | --                      |
| Catherine Christensen  | Rebecca Hood        | --                      |
| Ryan Bravo             | Eric                | --                      |

## Staffel 1
Die Serie wurde am 24. Februar 2023 mit der kompletten ersten Staffel auf Amazon Prime Video veröffentlicht.
- S1.F1. Schöpfer (Creator)
- S1.F2. Mama (Mama)
- S1.F3. Freitag (Friday)
- S1.F4. Sang (Sang)
- S1.F5. Krank (Sick)
- S1.F6. Glas (Glass)
- S1.F7. Elefant (Elephant)
- S1.F8. Hammer (Hammer)

## Produktion
Am 18. November 2021 wurde bekannt, dass Tony Basgallop als Serienmacher bei der TV-Serienadaption von Bentley Littles Roman The Consultant fungieren wird. Basgallop werde die Serie zusammen mit Christoph Waltz, Matt Shakman, Steve Stark, Andrew Mittman und Kai Dolbashian über MGM Television, 1.21 Pictures, Toluca Pictures und Amazon Studios produzieren. Zusammen mit der Ankündigung wurde Waltz für die Rolle des Mr. Patoff in der Serie festgelegt.
Am 8. Dezember 2021 wurden Brittany O’Grady und Nat Wolff in der Serie besetzt. Die Dreharbeiten begannen im Dezember 2021 und sollten bis Mai 2022 andauern. Brittany O’Grady und Nat Wolff wurden im März 2022 für die Hauptrollen bestätigt.

## Veröffentlichung
Am 3. Januar 2023 veröffentlichte Amazon einen Trailer für die Serie, die am 24. Februar 2023 auf Amazon Prime erschien.

## Kritik
The Consultant erhielt von den Kritikern gemischte bis positive Kritiken. Auf Rotten Tomatoes hat die Serie eine Bewertung von 80 % auf der Grundlage von 44 Rezensionen. Der kritische Konsens auf der Website lautet: „Mit Christoph Waltz’ bedrohlichem Charme kompensiert The Consultant seinen Mangel an Tiefe durch eine geschickte Präsentation und unterhaltsame Wendungen.“
Das Lexikon des internationalen Films vergibt dreieinhalb von fünf Sternen und beurteilt The Consultant als „schwarzhumorige, ins Fantastisch-Makabre schillernde Thriller-Serie […], die sardonisch den Umgang der kapitalistischen Arbeitswelt mit ihrem ‚Humankapital‘ aufspießt.“ Gelobt werden die „geschickt aufgebaute Spannungsdramaturgie und das Charisma von Hauptdarsteller Christoph Waltz“, die „für packende Unterhaltung [sorgen]“.
John Anderson vom Wall Street Journal lobte Waltz’ Leistung und nannte sie „einen gemischten Segen in einem Mysterium in Zeitlupe, das immer mehr in Richtung Komödie kippt“. Er kritisierte jedoch die Handlung und das Tempo der Serie und erklärte, dass sie „uns mit ungelösten Fragen weiterzieht, in der Annahme, dass wir fasziniert bleiben, auf eine Art und Weise, die bei achtteiligen Serien auf irritierende Weise üblich geworden ist.“

## Trivia
Der Name des Protagonisten Regus Patoff ist eine direkte Anspielung auf Reg U.S. Pat & TM Off, die Abkürzung für Registered, U.S. Patent and Trademark Office, womit im amerikanischen Sprachraum eine eingetragene Handelsmarke angezeigt wird, alternativ dem Symbol ®, das ursprünglich nicht auf allen Schreibmaschinen verfügbar war.